# Nou Sardenya
El Campo municipal de fútbol Nou Sardenya es un estadio de fútbol de propiedad municipal ubicado en el distrito de Gracia de Barcelona (Cataluña, España). Fue construido en 1940 y reconstruido en su totalidad en 1995. En él juega sus partidos como local el Club Esportiu Europa.
El campo tiene unas dimensiones de 100 x 63 metros y es de césped artificial profesional, homologado por la FIFA. Tiene capacidad para 4000 espectadores, con una tribuna cubierta para algo más de 1000 personas.
Recibe su nombre por estar ubicado en la calle Cerdeña (Sardenya en catalán), esquina Camelias.

## Historia
Tras la guerra civil española el CE Europa perdió su terreno de juego, por entonces ubicado entre las calles Providencia y Cerdeña, al haber sido utilizado como desguace. El nuevo estadio se construyó al lado, entre las calles Cerdeña, Camelias y Secretario Coloma (actual Pau Alsina), una zona prácticamente deshabitada por entonces. El nuevo estadio de la calle Cerdeña se inauguró el 1 de diciembre de 1940.
Apenas tres años después, el recinto sufrió su primera transformación importante con la construcción de una tribuna cubierta con capacidad para 1000 espectadores, sufragada en gran medida con el traspaso de Antoni Ramallets al FC Barcelona. Precisamente los azulgrana fueron los invitados al partido de inauguración tras las obras, disputado el 26 de enero de 1944.
El 14 de agosto de 1960, coincidiendo con la Fiesta Mayor de Gracia, se inauguró el nuevo campo de césped con un partido ante el FC Barcelona. A lo largo de los años 60 el estadio experimentó otras mejoras, como la ampliación de las gradas o la instalación de la iluminación artificial, en 1963.
Sin embargo, el crecimiento urbanístico alrededor del estadio, y en especial la construcción del Cinturón de Ronda desde 1972, obligó a derribar parte de las instalaciones: gradas, vestuarios e incluso las oficinas del club.
A principios de los años 90 el consistorio barcelonés impulsó una remodelación total del recinto. El antiguo estadio fue derribado en 1992 para levantar la actual construcción. Junto con la mejora y modernización de las instalaciones (sala de prensa, marcador electrónico, césped artificial, etc.) las obras incluirían la construcción de un aparcamiento subterráneo y un polideportivo anexo en la calle Cerdeña.
Las obras duraron tres años, de 1992 a 1995. Durante este periodo el club escapulado es vio obligado a peregrinar por los campos cercanos del FC Martinenc y la UA Horta.
Con el nombre de Nou Sardenya (Nuevo Cerdeña), el estadio fue inaugurado por el Ayuntamiento el 4 de mayo de 1995 con una fiesta y un encuentro de veteranos. La inauguración oficial del Club acaeció el 15 de agosto de ese mismo año, coincidiendo con la Fiesta Mayor de Gracia. El CE Europa jugó su primer partido en el nuevo recinto con la primera edición del Trofeo Villa de Gracia ante la UE Lleida, que se impuso por 0-1.
El 19 de septiembre de 2010 se estrenó una nueva capa de césped artificial, utilizada en la actualidad.